# Lubudi (tillflöde till Lualaba)
Lubudi är en flod i Kongo-Kinshasa, ett biflöde till Lualaba. Den rinner genom provinserna Lualaba och Haut-Lomami, i den södra delen av landet, 1 300 km öster om huvudstaden Kinshasa. En del av floden ingår i gränsen mellan provinserna.